# Susanne Thedéen
Susanne Elisabeth Thedéen, tidigare Martinsson, född 25 juli 1966 i Kimstads församling i Östergötlands län, är en svensk arkeolog, museiexpert samt förvaltnings- och myndighetschef.

## Biografi
Susanne Thedéen har civilekonomexamen från Handelshögskolan i Stockholm. Hon uppger själv att hon efter examen arbetat som valutahandlare vid Riksbanken och ränteanalytiker vid SEB.
Efter att ha arbetat en kortare period som ekonom läste hon arkeologi vid Stockholms universitet, och avlade först filosofie kandidatexamen och därefter filosofie doktorsexamen i samma ämne. Hon disputerade 2004 på en avhandling om begravningsritualer och livscykelritualer under bronsåldern. I sin forskning har hon bland annat intresserat sig för social konstruktion, landskapsarkeologi och ritualer.
Efter disputationen fortsatte Thedéen att vara verksam vid Stockholms universitet som forskare, i kombination med olika ledarroller på fakultetsnivå. Hon tog så småningom steget över till universitetsförvaltningen, där hon arbetade som biträdande förvaltningschef tillika planeringschef för hela universitetet fram till 2017.
Thedéen lämnade högskolesektorn för att bli ny chef Gotlands museum 2017. Hon fortsatte som ledare inom kulturarvssektorn, och 2022 beslutade regeringen att utse henne till överantikvarie vid den statliga myndigheten Riksantikvarieämbetet. Som överantikvarie var hon direkt underställd riksantikvarien och ställföreträdande myndighetschef. I mars 2024 utsågs hon till vikarierande riksantikvarie, och från oktober samma år till ordinarie riksantikvarie.
Thedéen har sedan 2019 varit styrelseledamot för Linköpings universitet; i maj 2023 utsågs hon till styrelsens ordförande.

## Privatliv
Thedéen är gift med myndighetschefen Erik Thedéen.